# 1.er Complejo de Apoyo Australiano
El 1.er Complejo de Apoyo Australiano fue un complejo de bases logísticas y de apoyo operadas por el 1.er Grupo de Apoyo Logístico de Australia en Vũng Tàu, provincia de Phước Tuy, Vietnam del Sur durante la Guerra de Vietnam.

## Historia
La base estaba ubicada en la playa de Vũng Tàu, al sureste del aeropuerto de Vung Tau. : 4–1 
A principios de 1966, con la expansión del compromiso militar australiano en Vietnam del Sur y la formación del 1.er Grupo de Trabajo Australiano (1 ATF), se decidió que a 1 ATF se le asignaría su propia Área Táctica de Responsabilidad (TAOR) en la provincia de Phước Tuy. permitiéndoles realizar operaciones de forma más independiente utilizando sus propios métodos.
La Compañía Australiana de Apoyo Logístico se formó originalmente para apoyar al 1.er Batallón del Regimiento Real Australiano y fue redesignada como el 1.er Grupo Australiano de Apoyo Logístico (1 ALSG) en abril de 1966.
En junio de 1966, 1 ALSG se trasladó por carretera desde Biên Hòa a Vũng Tàu, a 45 minutos en coche al suroeste de la base principal de 1 ATF en Nui Dat. La separación de las bases operativas y logísticas vino dictada por la necesidad de que 1 ATF estuviera ubicado más adelante en su TAOR, mientras que la base logística requería acceso al puerto y al aeródromo. El 53º Grupo de Apoyo General del Ejército de los Estados Unidos ya había establecido operaciones en Vũng Tàu. Con un terreno limitado disponible, el ALSG ocupó un tramo de dunas de arena al este de la ciudad y el aeropuerto, descrito por el comandante del ALSG, el teniente coronel David Rouse, como un área "en la que ninguna persona en su sano juicio permanecería más de un par de horas en su mente correcta."  : 138–40 Las dunas de arena fueron aplanadas y los pantanos se llenaron para permitir la construcción de áreas logísticas y de alojamiento, inicialmente tiendas de campaña reemplazadas por cabañas más permanentes, pero la base siguió siendo un lugar bastante desolado. : 252 
En su apogeo, la base estuvo ocupada por aproximadamente 1.500 tropas australianas y neozelandesas y más de 500 empleados de Vietnam del Sur. : 244 
1 ALSG finalmente se retiró de la base el 12 de marzo de 1972.

### Hospital de campaña
La segunda ambulancia de campaña estableció un hospital dentro de la base. En 1967, la octava ambulancia de campaña reemplazó a la segunda ambulancia de campaña. El 1 de abril de 1968, se estableció el primer hospital de campaña australiano en la base y la octava ambulancia de campaña avanzó hacia Nui Dat. El hospital de 100 camas era la instalación principal que apoyaba a 1 ATF, mientras que el cercano Hospital de Evacuación 36 de EE. UU. estaba disponible para brindar servicios especializados. : 244 

### Club Peter Badcoe
Dentro del complejo se encontraba el Peter Badcoe Club, el primer centro de recreación y descanso de la ATF en el país, llamado así en honor a Peter Badcoe, ganador póstumo de la Cruz Victoria. Las instalaciones incluían la piscina en memoria de Harold Holt, una zona de bar y el estadio Kevin Wheatley, que lleva el nombre de Kevin Wheatley, otro destinatario póstumo de la Cruz Victoria. : 5–390 Las instalaciones recreativas en la playa incluían tablas de surf, lanchas rápidas y yates. : 247 

## Uso actual
El área se ha dedicado en gran parte a viviendas, edificios comerciales y un campo de golf.